# Division Centrale de la Ligue américaine
La division Centrale de la Ligue américaine est l'une des 3 divisions de la Ligue américaine de baseball et l'une des 6 divisions de la Ligue majeure de baseball.
Elle regroupe 5 équipes situées dans le Midwest des États-Unis et la région des Grands Lacs. 
Elle est créée en 1994 en même temps que la division Centrale de la Ligue nationale, lorsque le baseball majeur, qui vient d'ajouter deux équipes en 1993 et en attend deux autres pour 1998, fait passer son nombre de divisions de 4 à 6 afin de mieux répartir les équipes selon leur situation géographique.
Les champions en titre actuels de la division Centrale de la Ligue américaine sont les Guardians de Cleveland, qui ont terminé au premier rang lors de la saison 2024.

## Équipes

### Équipes actuelles
- Guardians de Cleveland : depuis 1994, après avoir fait partie de la division Est de la Ligue américaine de 1969 à 1993.
- Royals de Kansas City : depuis 1994, après avoir fait partie de la division Ouest de la Ligue américaine de 1969 à 1993.
- Tigers de Détroit : depuis 1998, après avoir fait partie de la division Est de la Ligue américaine de 1969 à 1997[1].
- Twins du Minnesota : depuis 1994, après avoir fait partie de la division Ouest de la Ligue américaine de 1969 à 1993.
- White Sox de Chicago : depuis 1994, après avoir fait partie de la division Ouest de la Ligue américaine de 1969 à 1993.

### Ancienne équipe
- Brewers de Milwaukee : de 1994 à 1997[2], avant de passer à la division Centrale de la Ligue nationale en 1998[3].

## Champions de division
La liste des champions de la division Centrale de la Ligue américaine :
Légende :
- Vainqueur des World Series
- Finaliste des World Series

| Saison | Franchise                                                                                                   | Bilan | % | Résultats en playoffs                                                                                       |
| ------ | --- | --- | --- | --- |
| 1994   | Aucun champion officiel à cause de la grève des joueurs. Les White Sox de Chicago (67-46) étaient premiers. | Aucun champion officiel à cause de la grève des joueurs. Les White Sox de Chicago (67-46) étaient premiers. | Aucun champion officiel à cause de la grève des joueurs. Les White Sox de Chicago (67-46) étaient premiers. | Aucun champion officiel à cause de la grève des joueurs. Les White Sox de Chicago (67-46) étaient premiers. |
| 1995   | Indians de Cleveland                                                                                        | 100-44 | .694 | Victoire - ALDS (Red Sox) 3-0 Victoire - ALCS (Mariners) 4-2 Défaite - World Series (Braves) 4-2            |
| 1996   | Indians de Cleveland                                                                                        | 99-62 | .615 | Défaite - ALDS (Orioles) 3-1                                                                                |
| 1997   | Indians de Cleveland                                                                                        | 86-75 | .534 | Victoire - ALDS (Yankees) 3-2 Victoire - ALCS (Orioles) 4-2 Défaite - World Series (Marlins) 4-3            |
| 1998   | Indians de Cleveland                                                                                        | 89-73 | .549 | Victoire - ALDS (Red Sox) 3-1 Défaite - ALCS (Yankees) 4-2                                                  |
| 1999   | Indians de Cleveland                                                                                        | 97-65 | .599 | Défaite - ALDS (Red Sox) 3-2                                                                                |
| 2000   | White Sox de Chicago                                                                                        | 95-67 | .586 | Défaite - ALDS (Mariners) 3-0                                                                               |
| 2001   | Indians de Cleveland                                                                                        | 91-71 | .562 | Défaite - ALDS (Mariners) 3-2                                                                               |
| 2002   | Twins du Minnesota                                                                                          | 94-67 | .584 | Victoire - ALDS (Athletics) 3-2 Défaite - ALCS (Angels) 4-1                                                 |
| 2003   | Twins du Minnesota                                                                                          | 90-72 | .556 | Défaite - ALDS (Yankees) 3-1                                                                                |
| 2004   | Twins du Minnesota                                                                                          | 92-70 | .568 | Défaite - ALDS (Yankees) 3-1                                                                                |
| 2005   | White Sox de Chicago                                                                                        | 99-63 | .611 | Victoire - ALDS (Red Sox) 3-0 Victoire - ALCS (Angels) 4-1 Victoire - World Series (Astros) 4-0             |
| 2006   | Twins du Minnesota                                                                                          | 96-66 | .593 | Défaite - ALDS (Athletics) 3-0                                                                              |
| 2007   | Indians de Cleveland                                                                                        | 96-66 | .593 | Victoire - ALDS (Yankees) 3-1 Défaite - ALCS (Red Sox) 4-3                                                  |
| 2008   | White Sox de Chicago                                                                                        | 89-74 | .546 | Défaite - ALDS (Rays)                                                                                       |
| 2009   | Twins du Minnesota                                                                                          | 87-76 | .534 | Défaite - ALDS (Yankees) 3-0                                                                                |
| 2010   | Twins du Minnesota                                                                                          | 94-68 | .580 | Défaite - ALDS (Yankees) 3-0                                                                                |
| 2011   | Tigers de Détroit                                                                                           | 95-67 | .586 | Victoire - ALDS (Yankees) 3-2 Défaite - ALCS (Rangers) 4-2                                                  |
| 2012   | Tigers de Détroit                                                                                           | 88-74 | .543 | Victoire - ALDS (Athletics) 3-2 Victoire - ALCS (Yankees) 4-0 Défaite - World Series (Giants) 4-0           |
| 2013   | Tigers de Détroit                                                                                           | 93-69 | .574 | Victoire - ALDS (Athletics) 3-2 Défaite - ALCS (Red Sox) 4-2                                                |
| 2014   | Tigers de Détroit (4)                                                                                       | 90-72 | .556 | Défaite - ALDS (Orioles) 3-0                                                                                |
| 2015   | Royals de Kansas City (1)                                                                                   | 95-67 | .586 | Victoire - ALDS (Astros) 3-2 Victoire - ALCS (Blue Jays) 4-2 Victoire - World Series (Mets) 4-1             |
| 2016   | Indians de Cleveland                                                                                        | 94-67 | .584 | Victoire - ALDS (Red Sox) 3-0 Victoire - ALCS (Blue Jays) 4-1 Défaite - World Series (Cubs) 4-3             |
| 2017   | Indians de Cleveland                                                                                        | 102-60 | .630 | Défaite - ALDS (Yankees) 3-2                                                                                |
| 2018   | Indians de Cleveland                                                                                        | 91-71 | .562 | Défaite - ALDS (Astros) 3-0                                                                                 |
| 2019   | Twins du Minnesota                                                                                          | 101-61 | .623 | Défaite - ALDS (Yankees) 3-0                                                                                |
| 2020   | Twins du Minnesota                                                                                          | 36-24 | .600 | Défaite - ALWC (Astros) 2-0                                                                                 |
| 2021   | White Sox de Chicago (4)                                                                                    | 93-69 | .574 | Défaite - ALDS (Astros) 3-1                                                                                 |
| 2022   | Guardians de Cleveland                                                                                      | 92-70 | .568 | Victoire - ALWC (Rays) 2-0 Défaite - ALDS (Yankees) 3-2                                                     |
| 2023   | Twins du Minnesota (9)                                                                                      | 87-75 | .537 | Victoire - ALWC (Blue Jays) 2-0 Défaite - ALDS (Astros) 3-1                                                 |
| 2024   | Guardians de Cleveland (12)                                                                                 | 92-69 | .571 | Victoire - ALDS (Tigers) 3-2 Défaite - ALCS (Yankees) 4-1                                                   |

## Qualifiés en Wild Card
Depuis 1995, un club ne terminant pas au premier rang de sa division peut se qualifier pour les séries éliminatoires comme meilleur deuxième s'il a la meilleure fiche victoires-défaites des équipes de deuxièmes places de sa ligue (divisions Est, Centrale et Ouest). Dans chaque ligue depuis la saison 2012, les deux clubs avec la meilleure fiche parmi ceux ne terminant pas en première place de leur division sont qualifiés en éliminatoires.  Depuis la saison 2022, les séries éliminatoires sont étendues à trois wild card par ligue au lieu de deux.
| Saison | Franchise             | Bilan | %    | GB | Résultats en playoffs |
| ------ | --------------------- | ----- | ---- | -- | --- |
| 2006   | Tigers de Détroit     | 95-67 | .586 | 1  | Victoire - ALDS (Angels) 3-0 Victoire - ALCS (Yankees) 4-3 Défaite - World Series (Cardinals) 4-0                          |
| 2013   | Indians de Cleveland  | 92-70 | .568 | 1  | Défaite - ALWC (Rays) |
| 2014   | Royals de Kansas City | 89-73 | .549 | 1  | Victoire - ALWC (Athletics) Victoire - ALDS (Angels) 3-0 Victoire - ALCS (Orioles) 4-0 Défaite - World Series (Giants) 4-3 |
| 2017   | Twins du Minnesota    | 85-77 | .525 | 17 | Défaite - ALWC (Yankees)                                                                                                   |
| 2020   | Indians de Cleveland  | 35-25 | .583 | 1  | Défaite - ALWC (Yankees) 2-0                                                                                               |
| 2020   | White Sox de Chicago  | 35-25 | .583 | 1  | Défaite - ALWC (Athletics) 2-1                                                                                             |
| 2024   | Royals de Kansas City | 86-76 | .531 | 6½ | Victoire - ALWC (Astros) 2-0 Défaite - ALDS (Guardians) 3-2                                                                |
| 2024   | Tigers de Détroit     | 86-76 | .531 | 6½ | Victoire - ALWC (Orioles) 2-0 Défaite - ALDS (Yankees) 3-1                                                                 |

## Résultats par équipes
Tableau mis à jour après la saison 2022. 
| Franchise                      | Titres | Dernier titre | Années                                                                 | Wild Card |
| ------------------------------ | ------ | ------------- | ---------------------------------------------------------------------- | --------- |
| Indians/Guardians de Cleveland | 12     | 2024          | 1995, 1996, 1997, 1998, 1999, 2001, 2007, 2016, 2017, 2018, 2022, 2024 | 2         |
| Twins du Minnesota             | 9      | 2023          | 2002, 2003, 2004, 2006, 2009, 2010, 2019, 2020, 2023                   | 1         |
| White Sox de Chicago           | 4      | 2021          | 2000, 2005, 2008, 2021                                                 | 1         |
| Tigers de Détroit              | 4      | 2014          | 2011, 2012, 2013, 2014                                                 | 2         |
| Royals de Kansas City          | 1      | 2015          | 2015                                                                   | 2         |
| Brewers de Milwaukee           | 0      | —             | —                                                                      | 0         |

- en italique : Ancien membres de la divsion

## Résultats saison par saison
Légende :
- Vainqueur des World Series
- Finaliste des World Series
- Qualifié pour les séries éliminatoires
- (x) : Classement (seed) dans la conférence en fin de saison régulière

| Saison | Bilan des équipes         | Bilan des équipes       | Bilan des équipes       | Bilan des équipes      | Bilan des équipes      |
| --- | ------------------------- | ----------------------- | ----------------------- | ---------------------- | ---------------------- |
| Saison | 1er                       | 2e                      | 3e                      | 4e                     | 5e                     |
| 1994 : La division AL Central est formée avec cinq équipes. Les Indians de Cleveland et les Brewers de Milwaukee arrivent de la division AL East. Les White Sox de Chicago, les Royals de Kansas City et les Twins du Minnesota arrivent de la division AL West. En raison de la grève des joueurs, la saison est annulée. Les séries éliminatoires ainsi que les séries mondiales sont annulées. |                           |                         |                         |                        |                        |
| 1994 | Chi White Sox (67-46)     | Cleveland (66-47)       | Kansas City (64-51)     | Minnesota (53-60)      | Milwaukee (53-62)      |
| 1995 | (1) Cleveland (100-44)    | Kansas City (70-74)     | Chi White Sox (68-76)   | Milwaukee (65-79)      | Minnesota (56-88)      |
| 1996 | (1) Cleveland (99-62)     | Chi White Sox (85-77)   | Milwaukee (80-82)       | Minnesota (78-84)      | Kansas City (75-86)    |
| 1997 | (3) Cleveland (86-75)     | Chi White Sox (80-81)   | Milwaukee (78-83)       | Minnesota (68-94)      | Kansas City (67-94)    |
| 1998 : Les Tigers de Détroit rejoignent la division AL East. Les Brewers de Milwaukee sont partis rejoindre la division NL Central |                           |                         |                         |                        |                        |
| 1998 | (2) Cleveland (89-73)     | Chi White Sox (80-82)   | Kansas City (72-89)     | Minnesota (70-92)      | Détroit (65-97)        |
| 1999 | (1) Cleveland (97-65)     | Chi White Sox (75-86)   | Kansas City (69-92)     | Minnesota (64-97)      | Détroit (63-97)        |
| 2000 | (1) Chi White Sox (95-67) | Cleveland (90-72)       | Détroit (69-92)         | Kansas City (64-97)    | Minnesota (69-93)      |
| 2001 | (3) Cleveland (91-71)     | Minnesota (85-77)       | Chi White Sox (83-79)   | Détroit (66-96)        | Kansas City (65-97)    |
| 2002 | (3) Minnesota (94-67)     | Chi White Sox (81-81)   | Cleveland (74-88)       | Kansas City (62-100)   | Détroit (55-106)       |
| 2003 | (3) Minnesota (90-72)     | Chi White Sox (86-76)   | Kansas City (83-79)     | Cleveland (68-94)      | Détroit (43-119)       |
| 2004 | (3) Minnesota (92-70)     | Chi White Sox (83-79)   | Cleveland (80-82)       | Détroit (71-91)        | Kansas City (58-104)   |
| 2005 | (1) Chi White Sox (99-63) | Cleveland (93-69)       | Minnesota (83-79)       | Détroit (71-91)        | Kansas City (56-106)   |
| 2006 | (2) Minnesota (96-66)     | (4) Détroit (95-67)     | Chi White Sox (90-72)   | Cleveland (78-84)      | Kansas City (62-100)   |
| 2007 | (2) Cleveland (96-66)     | Détroit (88-74)         | Minnesota (79-83)       | Chi White Sox (72-90)  | Kansas City (69-93)    |
| 2008 | (3) Chi White Sox (89-74) | Minnesota (88-75)       | Cleveland (81-81)       | Kansas City (75-87)    | Détroit (74-88)        |
| 2009 | (3) Minnesota (87-76)     | Détroit (86-77)         | Chi White Sox (79-83)   | Cleveland (65-97)      | Kansas City (65-97)    |
| 2010 | (2) Minnesota (87-76)     | Chi White Sox (88-74)   | Détroit (81-81)         | Cleveland (69-93)      | Kansas City (67-95)    |
| 2011 | (3) Détroit (95-67)       | Cleveland (80-82)       | Chi White Sox (79-83)   | Kansas City (71-91)    | Minnesota (63-99)      |
| 2012 | (3) Détroit (88-74)       | Chi White Sox (85-77)   | Kansas City (72-90)     | Cleveland (68-94)      | Minnesota (66-96)      |
| 2013 | (3) Détroit (93-69)       | (4) Cleveland (92-70)   | Kansas City (86-76)     | Minnesota (66-96)      | Chi White Sox (63-99)  |
| 2014 | (2) Détroit (90-72)       | (4) Kansas City (89-73) | Cleveland (85-77)       | Chi White Sox (73-89)  | Minnesota (70-92)      |
| 2015 | (1) Kansas City (95-67)   | Minnesota (83-79)       | Cleveland (81-80)       | Chi White Sox (76-86)  | Détroit (74-87)        |
| 2016 | (2) Cleveland (94-67)     | Détroit (86-75)         | Kansas City (81-81)     | Chi White Sox (78-84)  | Minnesota (59-103)     |
| 2017 | (1) Cleveland (102-60)    | (5) Minnesota (85-77)   | Kansas City (80-82)     | Chi White Sox (67-95)  | Détroit (64-98)        |
| 2018 | (3) Cleveland (91-71)     | Minnesota (78-84)       | Détroit (64-98)         | Chi White Sox (62-100) | Kansas City (58-104)   |
| 2019 | (3) Minnesota (101-61)    | Cleveland (93-69)       | Chi White Sox (67-98)   | Kansas City (59-103)   | Détroit (47-114)       |
| 2020 : En raison de la pandémie de COVID-19, la saison a été raccourcie à 60 matchs. Les séries éliminatoires ont été étendues à huit équipes et les wild cards ont été joués au meilleur des trois matchs. |                           |                         |                         |                        |                        |
| 2020 | (3) Minnesota (36-24)     | (4) Cleveland (35-25)   | (7) Kansas City (35-25) | Chi White Sox (26-34)  | Détroit (23-35)        |
| 2021 | (3) Chi White Sox (93-69) | Cleveland (80-82)       | Détroit (77-85)         | Kansas City (74-88)    | Minnesota (73-89)      |
| 2022 : Les Indians de Cleveland sont renommés les Guardians de Cleveland. |                           |                         |                         |                        |                        |
| 2022 | (3) Cleveland (92-70)     | Chi White Sox (81-81)   | Minnesota (78-84)       | Détroit (66-96)        | Kansas City (65-97)    |
| 2023 | (3) Minnesota (87-75)     | Détroit (78-84)         | Cleveland (76-80)       | Chi White Sox (61-101) | Kansas City (56-106)   |
| 2024 | (2) Cleveland (92-69)     | (5) Kansas City (86-76) | (6) Détroit (86-76)     | Minnesota (82-80)      | Chi White Sox (41-121) |